# HMS Bleasdale (L50)
HMS Bleasdale (L50) là một tàu khu trục hộ tống lớp Hunt Kiểu II của Hải quân Hoàng gia Anh Quốc được hạ thủy năm 1941 và nhập biên chế năm 1942. Nó đã hoạt động trong suốt Chiến tranh Thế giới thứ hai, ngừng hoạt động một giai đoạn ngắn năm 1945-1946 rồi tiếp tục phục vụ cho đến năm 1952. Nó bị bán để tháo dỡ năm 1956.

## Thiết kế và chế tạo
Bleasdale được đặt hàng vào ngày 19 tháng 7, 1940 cho hãng Vickers-Armstrong tại Newcastle trong Chương trình Khẩn cấp Chiến tranh 1940 và được đặt lườn vào ngày 31 tháng 10, 1940. Nó được hạ thủy vào ngày 23 tháng 7, 1941 và nhập biên chế vào ngày 16 tháng 4, 1942. Tên nó được đặt theo rừng săn cáo Bleasdale tại Lancashire, và là chiếc tàu chiến duy nhất của Hải quân Anh được đặt cái tên này. Con tàu được cộng đồng dân cư Garstang thuộc hạt Lancashire đỡ đầu trong khuôn khổ cuộc vận động gây quỹ Tuần lễ Tàu chiến năm 1942.

## Lịch sử hoạt động

### 1942
Bleasdale đi đến Portsmouth nơi nó gia nhập Chi hạm đội Khu trục 1 vào tháng 5, và cùng các tàu chị em Albrighton (L12), Berkeley (L17), Brocklesby (L42), Calpe (L71), Fernie (L11), Garth (L20) và tàu khu trục Ba Lan ORP Ślązak hoạt động tuần tra và hộ tống vận tải tại khu vực eo biển Manche. Đến tháng 7, nó thực hành đổ bộ nhằm chuẩn bị để tham gia Chiến dịch Jubilee, cuộc đột kích của lực lượng commando lên cảng Dieppe, Pháp. Vào ngày 18 tháng 7, nó hộ tống các tàu đổ bộ tấn công, và sang ngày hôm sau đã túc trực ngoài khơi bãi đổ bộ, bị hư hại nhẹ do hỏa lực pháo của đối phương trước khi bảo vệ cho các xuồng đổ bộ rút lui về căn cứ.
Sau đó Bleasdale tiếp nối nhiệm vụ hộ tống vận tải tại khu vực eo biển Manche. Vào ngày 10 tháng 10, nó trúng thủy lôi ngoài khơi Nab Tower, bị hư hại cấu trúc và phải rút lui về Portsmouth để sửa chữa hai ngày sau đó. Sau khi hoàn tất sửa chữa, nó gia nhập trở lại chi hạm đội, và đến ngày 30 tháng 11 đã lên đường hộ tống một đoàn tàu vận tải đi sang Gibraltar nhằm hỗ trợ cho Chiến dịch Torch, cuộc đổ bộ của lực lượng Đồng Minh lên Bắc Phi, rồi đến ngày 8 tháng 12 đã khởi hành quay trở lại vùng biển nhà.

### 1943
Bleasdale tiếp tục vai trò tuần tra và hộ tống vận tải tại khu vực eo biển Manche trong suốt năm 1943. Vào tháng 7, nó cùng tàu chị em Stevenstone (L16) được phái đi hỗ trợ các tàu phóng lôi, vốn đã đụng độ với tàu quét mìn đối phương ngoài khơi Barfleur, Normandy, Pháp.

### 1944
Bleasdale được đặt làm soái hạm của Chi hạm đội Khu trục 1. Vào tháng 4, 1944, đang khi hộ tống một đoàn tàu vận tải di chuyển từ Spithead để tham gia cuộc thực tập đổ bộ tại vịnh Lyme, chiếc tàu khu trục mắc tai nạn va chạm với một tàu đánh cá ngoài khơi Portland. Nó bị hư hại nặng cấu trúc phía mũi tàu, bị buộc phải quay trở về Portsmouth để sửa chữa. Sau khi hoàn tất, nó tiếp nối nhiệm vụ hộ tống vận tải.
Sang tháng 5, Bleasdale được cử tham gia Chiến dịch Neptune, hoạt động hải quân trong khuôn khổ cuộc Đổ bộ Normandy, và được phối thuộc về Lực lượng J. Vào ngày 2 tháng 5, nó tham gia các cuộc thực tập cùng các lực lượng G, J, O và S, và thực tập đổ bộ cùng Lực lượng J tại vịnh Bracklesham, Sussex. Sang ngày 18 tháng 5, nó lại cùng lực lượng J thực tập phòng thủ ngoài khơi Brighton chống lại các cuộc tấn công mô phỏng của máy bay, tàu ngầm và tàu phóng lôi đối phương.
Vào ngày 4 tháng 6, Bleasdale được bố trí cùng Lực lượng J tại Solent. Nó gia nhập lực lượng J2 vào ngày hôm sau cùng với các tàu đổ bộ, rồi cùng tàu khu trục Kempenfelt (R03) và tàu khu trục Na Uy Glaisdale (L44) hộ tống cho Đoàn tàu J10 hướng đến bãi đổ bộ Juno. Vào chính ngày D 6 tháng 6, nó được bố trí cùng Lực lượng Hỗ trợ E ngoài khơi bãi Juno, làm nhiệm vụ phòng không và chống tàu ngầm cũng như bắn hải pháo hỗ trợ cho cuộc đổ bộ, rồi hộ tống các tàu vận tải rỗng quay trở về Portsmouth để tiếp liệu. Sang ngày hôm sau, nó hộ tống cho thiết giáp hạm Rodney (29), tàu tuần dương hạng nhẹ Sirius (82) và tàu frigate Riou (K557) đi sang bãi đổ bộ, tiếp tục hoạt động tuần tra và hỗ trợ hỏa lực, và đến ngày 9 tháng 6 đã hộ tống cho Rodney đi Milford Haven. Chiếc tàu khu trục đi đến Portsmouth vào ngày 11 tháng 6, nơi nó được sửa chữa trục chân vịt bị hư hại cho đến ngày 15 tháng 6, khi nó quay trở lại khu vực chiến sự. Ngay ngày hôm sau, nó hộ tống cho các xuồng phóng lôi trong hoạt động rải thủy lôi ngoài khơi cảng Le Havre, nhằm bảo vệ cho các tàu chiến trong khu vực bãi đổ bộ tránh bị tàu ngầm đối phương tấn công.